# خط مربعي
يُرى أحياناً نتوء طفيف يبدأ من منتصف العرف بين المدورين، ويتجه عمودياً إلى الأسفل بامتداد حوالي 5 سم على طول الجزء الخلفي من العظم: ويسمى "الخط المربعي"، يتصل هذا الخط بالعضلة المربعة الفخذية وبعض الأليف في العضلة المقربة الكبيرة..